# ميخائيل البحري
ميخائيل عبّود البحري (1718 - 1803) شاعر سوري من أهل القرن الثامن عشر. ولد في حمص. دخل في خدمة الأمير يوسف الشهابي ثم أحمد باشا الجزار. كان يتمتّع بمنزلة رفيعة بين أدباء عصره وكان له معهم مراسلات تشهد له بسموّ هذه المنزلة. له ديوان ضاع أكثره. توفي في بيروت.

## سيرته
ولد ميخائيل بن عبّود البحري في حمص بإيالة طرابلس الشام سنة 1718 ونشأ بها في عائلة مسيحية أرثوذكسية. تلقى علومه الابتدائية على شيوخ عصره، وتجلت مواهبه وميلة للعلم والأدب، فرحل مع والده إلى دمشق. واستوطنها بضع سنين، وعاشر مع أدباء. في سنة 1770 اعتنق مذهب الروم الكاثوليك، فوهب إلى الكنيسة منزل العائلة في حمص، و«يعود الفضل إلى وساطته في بناء كتدرائية لأفراد الطائفة المولودين في دمشق التي لم يكن أي بطريريك كاثوليكي يستطيع الدخول إليها منذ عام 1724م، وبفضل مساعيه لدى إبراهيم باشا بنيت كتدرائية يبرود على بقايا معبد جوبتر التاريخي، ولم يكن تشييد كنيسة درب الجنينة التي يفصلها باب صغير عن قصر ولده حنا بك البحري القديم، وتعيين أول أسقف ليمثل السلطة البطريركية لأول مرة في مصر إلا ثمرة جهود حنا بك الذي كانت له حظوة كبيرة لدى محمد علي باشا وولده القائد إبراهيم باشا.»

ترك دمشق مع أبيه، وأقام في عكا فعكف على الدراسات الأدبية تحت إشراف أحمد الشويكي مفتي عكا، وقد ذاع صيته واشتهر علمه وأدبه، فدخل ديوان ظاهر العمر حاكم أيالة عكا بوساطة وزيره إبراهيم الصباغ الكاثوليكي، «فقربه الحاكم تقديراً لمواهبه، وكان زميله الصباغ يرشده ويتولى تهذيبه ويشد أزره»، وبقي في ديوان عكا من سنة 1771 حتى 1775.

سجنه أحمد باشا الجزار بعد أن كان من كتبة ديوانه، وبقي في السجن مدة إلى أن أطلقه الجزار وقد قطع أذنيه وأنفه، فآلى ألا يدخل دار ولاية ولا يقابل صاحب سلطان فمضى إلى بيروت بإيالة صيدا منقطعاً إلى العبادة وتدبير أمور بيته إلى أن توفي بها سنة 1803 ودفن بمقبرة الروم الكاثوليك، وأعقب ثلاثة أولاد وهم عبود وحنا وجرمانوس.

## شعره
إن ديوان شعره الذي نظمه خلال معاناته وسجنه قد ضاع أكثره، وبقي منه بعض شذرات.

## وصلات خارجية
- في بوابة الشعراء